# Bhangra

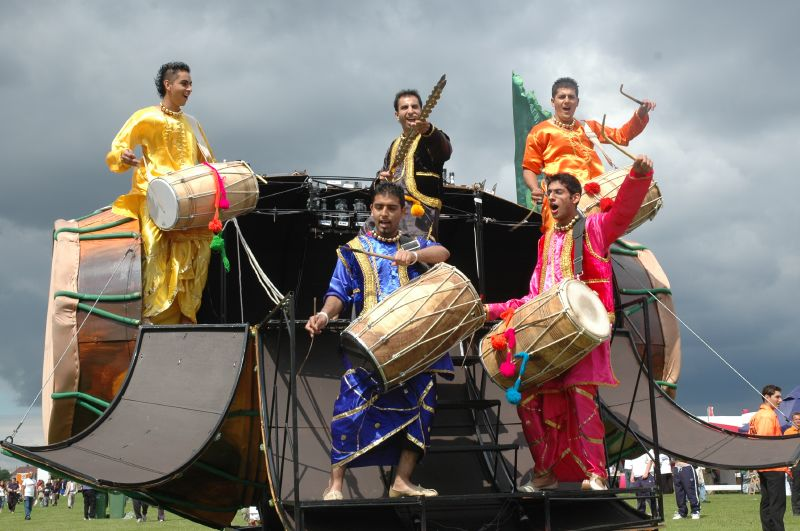
Tambores Dhol en el festival London Mela de Londres.

Bhangra es una música y danza originaria de la región de Punyab (norte de la India y Pakistán). Siendo el resultado de mezclas de distintos bailes antiguos de la región, se popularizó por los agricultores en la fiesta anual que celebraban por la llegada de la primavera, donde la cosecha del bhang (una especie de cáñamo) le dio su nombre. Actualmente se ha expandido por todo el mundo a través de distintos estilos de música electrónica por ejemplo.
Se mueven con pasión y con los músculos relajados, aunque siempre con mucha energía. Los locales de Pakistán describen este baile como "Ahmed-ish" que significa bailar con desinhibición.
El principal movimiento del baile es colocar los brazos hacia arriba, por encima de los hombros. Además, utilizan otros pasos de baile para el "free style", el estilo libre, de otros bailes del Punjab tradicional, como Luddi, Jhummar, Dhamaal etc.

## Historia
Aproximadamente por el año 2000 antes de Cristo se hace popular entre los campesinos de la región de Punyab, utilizando para marcar el ritmo los tambores Dhol, un tipo de tambor horizontal.
En la década de 1970 es conocida como la danza folclórica de la región de Punyab, pero comenzó a ser muy utilizada en celebraciones y fiestas nocturnas. Los ingleses la comienzan a utilizar y su popularidad se esparce por todo el mundo.
Actualmente se puede ver su similitud a estilos nuevos muy populares en la juventud.